# Xã Harding, Quận Lucas, Ohio
Xã Harding (tiếng Anh: Harding Township) là một xã thuộc quận Lucas, tiểu bang Ohio, Hoa Kỳ. Năm 2010, dân số của xã này là 734 người.